# Autoroute A601 (Belgique)
L'autoroute belge A601 est une courte autoroute de liaison située dans le nord de Liège. Celle-ci ne dispose pas d'autres échangeurs que ceux la reliant aux autoroutes A3 et A13. Elle sert de détournement pour les automobilistes allemands souhaitant se rendre en direction d'Anvers et inversement.
Le village de Milmort se trouve au centre du triangle autoroutier ainsi formé.

## Historique
Le tronçon a été fermé dans les deux sens le 28 décembre 2014 pour des raisons de sécurité à la suite d'un manque d'entretien du revêtement de sol et ce après qu'une des deux bandes de circulation avait déjà été fermée pour la même raison quelques années auparavant. La circulation devant poursuivre sur l'autoroute respective avant de se croiser à l'échangeur de Vottem.
La réhabilitation du revêtement de l'A601 fait partie du plan Mobilité et Infrastructures 2019-2024 de la Sofico.
En juillet 2021, l'autoroute est utilisée comme stockage provisoire des déchets issus des dégâts des inondations de la vallée de la Vesdre.

## Description du tracé
|  | Dénomination             | Destinations                                  | BK  |
|  | ------------------------ | --------------------------------------------- | --- |
|  | Échangeur de Fexhe-Slins | Autoroute Anvers − Hasselt − Liège            | 0,0 |
|  | Échangeur de Hauts-Sarts | Autoroute Bruxelles − Liège − Aix-la-Chapelle | 4,8 |

## Galerie d'images

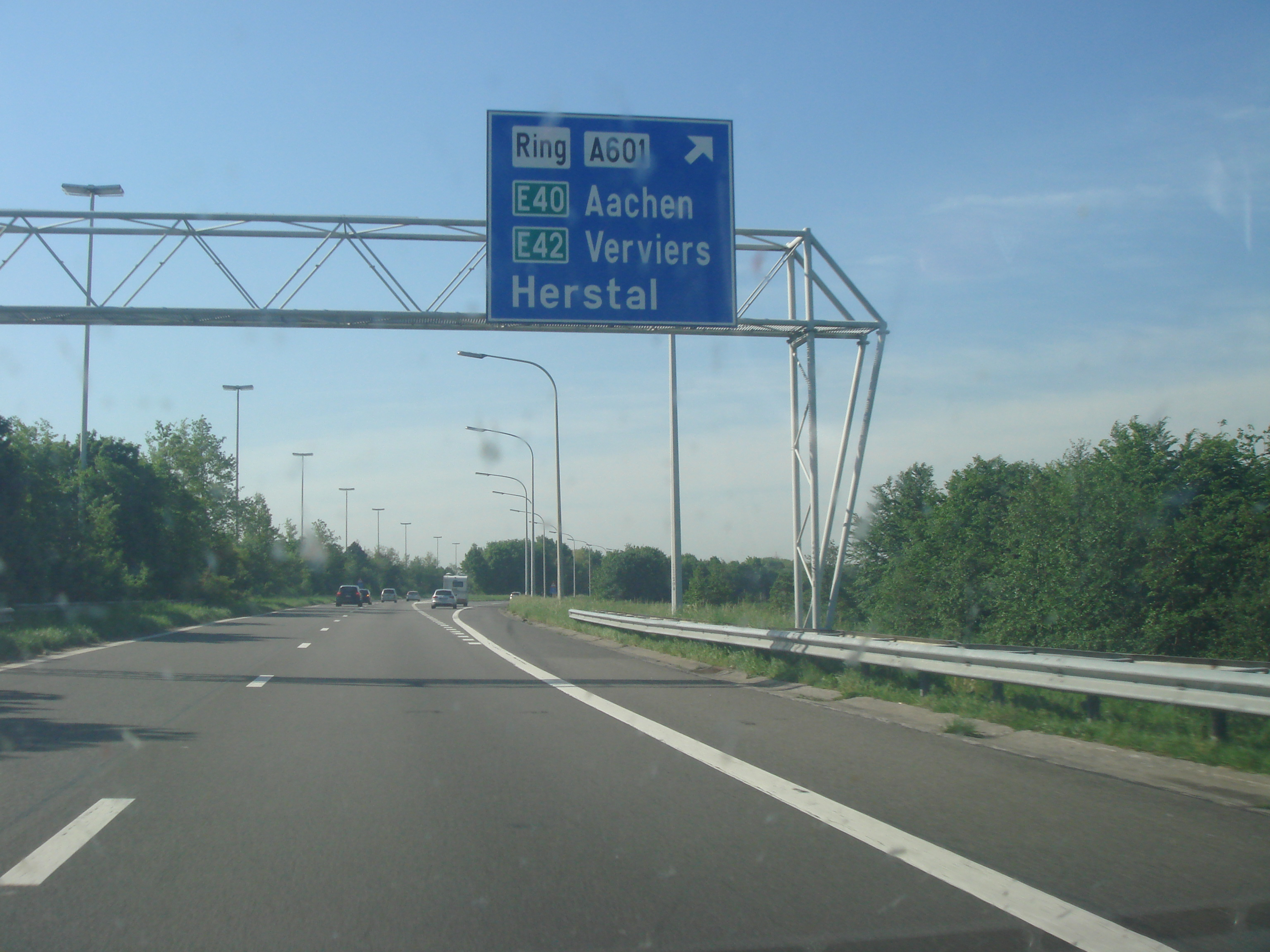
L'échangeur de Fexhe-Slins, intersection avec l'A13 (E313).
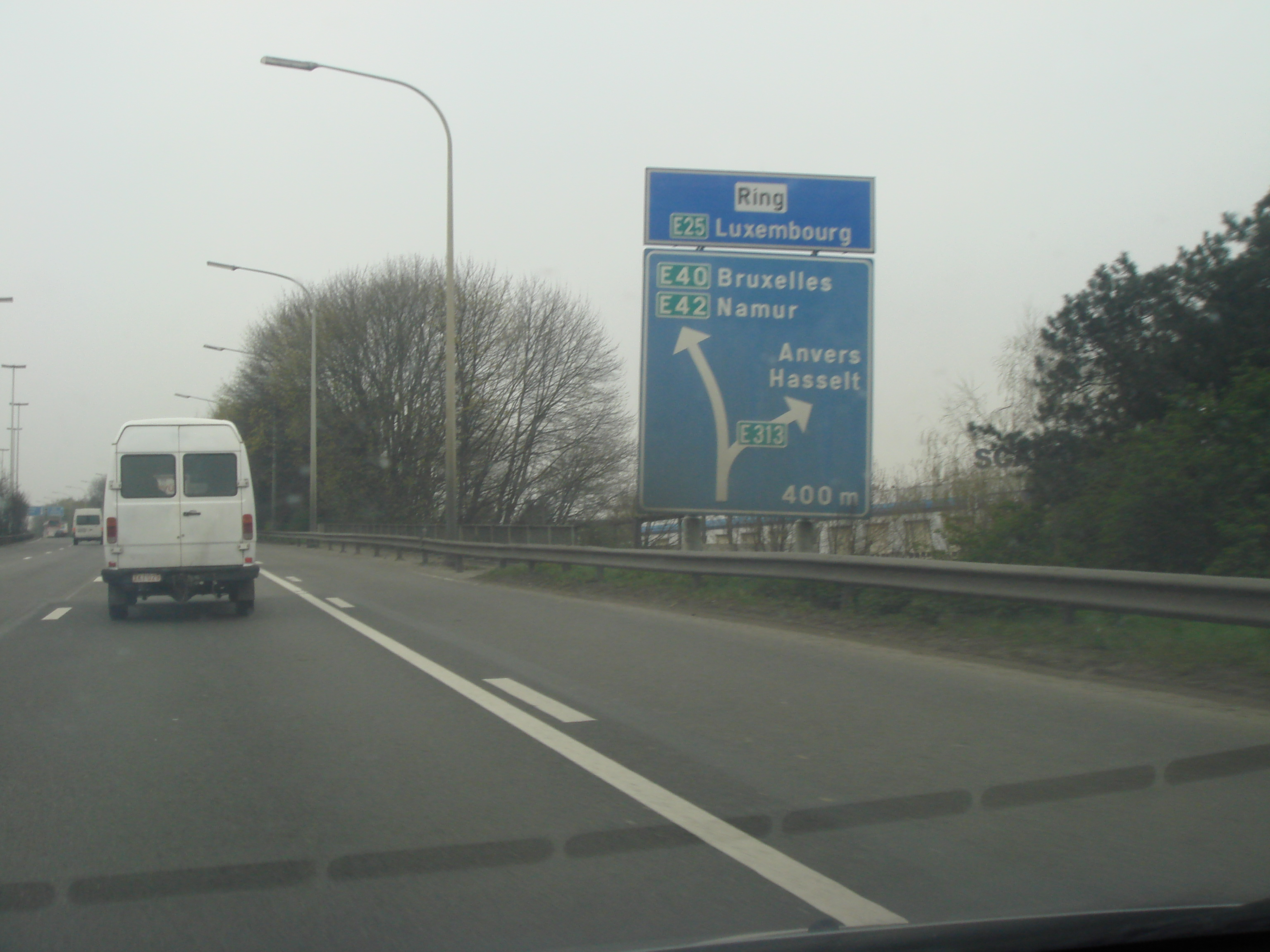
L'échangeur de Hauts-Sarts, intersection avec l'A3 (E25, E40, E42).